# 142857
142857 là chữ số lặp lại của 1/7, 0,142857, là số lặp lại nhiều ứng dụng nhất trong hệ thập phân. Khi nhân với 2, 3, 4, 5, 6, kết quả sẽ được lặp lại và các chữ số sẽ giống 2/7, 3/7, 4/7, 5/7, 6/7.
142857 là số Kaprekar, và là số Harshad (hệ thập phân).

## Phép tính
1 × 142,857 = 142,857
2 × 142,857 = 285,714
3 × 142,857 = 428,571
4 × 142,857 = 571,428
5 × 142,857 = 714,285
6 × 142,857 = 857,142
7 × 142,857 = 999,999